# Great Ethiopian Run
La Great Ethiopian Run est une course organisée annuellement à Addis-Abeba en Éthiopie.

## Histoire
Fondée en 2001, la plus importante course d'Afrique est un événement international. Les plus grands coureurs et coureuses du pays y participent, et la course est ouverte à la population. L'ambassadeur britannique à l'époque, HE Myles Wickstead s'inspire de la Great North Run, une course populaire britannique.
À l'origine, la course est conçue comme une plate-forme visant à populariser des campagnes de prévention, principalement contre le SIDA, et à promouvoir l'image de l'Éthiopie. Après le succès de la première course, une association à but non lucratif est fondée.
La Great Ethiopian Run est soutenue par Haile Gebreselassie, qui gère une petite équipe. L'ancien coureur Richard Nerurkar en est le manager.
L'édition de 2007 a réuni 30 000 coureurs ; celle de 2010, 35 000 et celle de 2014, 40 000.
L'édition 2020, reportée en raison de la pandémie, aura lieu le 10 janvier 2021.

## Palmarès du 10 km
| Année | Hommes                          | Hommes         | Femmes                      | Femmes         |
| Année | Athlète                         | Temps          | Athlète                     | Temps          |
| ----- | ------------------------------- | -------------- | --------------------------- | -------------- |
| 2001  | Haile Gebreselassie (ETH)       | 30 min 30 s    | Berhane Adere (ETH)         | 35 min 7 s     |
| 2002  | Gebregziabher Gebremariam (ETH) | 30 min 15 s    | Werknesh Kidane (ETH)       | 34 min 34 s    |
| 2003  | Sileshi Sihine (ETH)            | 29 min 54 s    | Tirunesh Dibaba (ETH)       | 34 min 48 s    |
| 2004  | Abebe Dinkessa (ETH)            | 29 min 57 s    | Genet Getaneh (ETH)         | 34 min 18 s    |
| 2005  | Ketema Nigusse (en) (ETH)       | 28 min 24 s 13 | Genet Getaneh (ETH)         | 33 min 5 s 13  |
| 2006  | Deriba Merga (ETH)              | 28 min 18 s 61 | Belaynesh Fikadu (en) (ETH) | 33 min 2 s 25  |
| 2007  | Tsegaye Kebede (ETH)            | 29 min 6 s 50  | Wude Ayalew (ETH)           | 33 min 50 s 86 |
| 2008  | Chele Dechasa (nl) (ETH)        | 28 min 54 s 47 | Wude Ayalew (ETH)           | 33 min 31 s 25 |
| 2009  | Tilahun Regassa (en) (ETH)      | 28 min 36 s 02 | Koren Jelela (en) (ETH)     | 33 min 3 s 35  |
| 2010  | Azmeraw Bekele (ETH)            | 29 min 25 s    | Sule Utura (ETH)            | 33 min 35 s    |
| 2011  | Mosinet Geremew (ETH)           | 28 min 37 s    | Abebech Afework (ETH)       | 32 min 59 s    |
| 2012  | Hagos Gebrhiwet (ETH)           | 28 min 37 s    | Aberu Kebede (ETH)          | 33 min 27 s    |
| 2013  | Atsedu Tsegay (ETH)             | 29 min 21 s 2  | Netsanet Gudeta (ETH)       | 33 min 23 s 7  |
| 2014  | Azmeraw Bekele (ETH)            | 30 min 11 s 1  | Wude Ayalew (ETH)           | 34 min 3 s 4   |
| 2015  | Tamirat Tola (ETH)              | 28 min 44 s 5  | Mamitu Daska (ETH)          | 32 min 16 s 8  |
| 2016  | Abe Gashahun (de) (ETH)         | 28 min 53 s 8  | Fotyen Tesfay (en) (ETH)    | 33 min 9 s 0   |
| 2017  | Selemon Barega (ETH)            | 28 min 36 s 1  | Zeineba Yimer (ETH)         | 32 min 30 s 6  |
| 2018  | Hagos Gebrhiwet (ETH)           | 28 min 54 s 03 | Fotyen Tesfay (en) (ETH)    | 33 min 43 s 5  |
| 2019  | Berihu Aregawi (ETH)            | 28 min 22 s 2  | Yalemzerf Yehualaw (ETH)    | 31 min 54 s 2  |